# Borba za Sanrizuku
Borba za Sanrizuku (三里塚闘争, Sanrizuka tōsō) odnosi se na građanski sukob između japanskih vlasti i poljoprivredne zajednice Sanrizuka, sukob koji se odvijao kao udruženo protivljenje poljoprivrednika, mjesnog stanovništva i ljevičarskih skupina izgradnji međunarodne zračne luke Narita. Borba je potekla iz vladine odluke o izgradnji zračne luke u Sanrizuki bez sudjelovanja ili pristanka većine stanovništva područja.
Borbu je vodila Ujedinjena oporbena liga Sanrizuka-Shibayama protiv izgradnje zračne luke Narita (三里塚山連合空港反対同盟, Sanrizuka-Shibayama Rengo Kūkō Hantai Dōmei) koju su mještani formirali uz pomoć oporbenih stranaka Komunističke partije Japana i Socijaldemokratske stranke. Nakon brojnih neuspjeha u uspostavljanju komunikacije s vladom, skupina je postajala sve radikalnija, a neposredna borba je rezultirala značajnim odgodama u otvaranju zračne luke, kao i smrtnim ishodima s obje strane. U sukobu je odlučnu ulogu igrala i Svejapanska federacija studentskih samoupravnih udruženja (全日本学生自治会総連合, Zen Nihon Gakusei Jichikai Sō Rengō). Zajedno u kolovozu 1966. formiraju Zajednički protuaerodromski savez Sanrizuka-Shibayama.
Na vrhuncu borbe, savez je mobilizirao oko 17 500 ljudi na široko popraćeni prosvjed, na koji je kao odgovor vlada poslala nekoliko tisuća policijskih redara.

## Regionalna povijest
Plato Shimōsa, koji pokriva veći dio sjevernog dijela prefekture, stoljećima je bio ključan u domaćoj poljoprivredi. Sela koja su obavljala poljoprivredne radove u regiji od razdoblja Edo nazivana su koson (古村, "staro selo"). Nadležnost carskih birokrata Edo dinastije nije nikada zahvatila naselja regije, što je navodno potaknulo prkos političkoj vlasti kao obilježje područja. Seljački pokreti, sindikati i štrajkovi ovdje su bili uspješniji i mnogobrojniji nego u drugim dijelovima prefekture.
Početkom 20. stoljeća ovo je područje postalo poljoprivredno zemljište carske obitelji poznato pod nazivom Goryō farma (御 料 牧場, goryou bokujō). Goryō farma bila je kulturološki i ekonomski prijeko potrebna lokalnom stanovništvu, a neki su stanovnici tvrdili da je to pridonijelo lokalnom protivljenju zračnoj luci: "Čuvši da će farma Goryō nestati [kao rezultat gradnje], svi su ovdje poludjeli u ljutnji."
1923. godine 2 000 hektara (20 km kvadratnih) farme Goryō su prodani, što je dovelo do razvoja malih naselja tijekom razdoblja Meiji i Taishō. Ovu zemlju obrađivali su bivši samuraji nižeg sloja, sluge samurajskih obitelji i drugi koji su izgubili sredstva za život Meiji restauracije. Poljoprivrednici su kasnije pobijedili u dugoj sudskoj borbi da osiguraju vlastita prava na zemlju od bogatih tokijskih trgovaca koji su držali zemljišne obveznice.
1946. godine, nakon poraza Japana u Drugom svjetskom ratu, veliki dijelovi zemlje u carskom vlasništvu ponovno su rasprodani. Razne grupe ljudi koji su potom naselili ovu zemlju zajednički su nazivani "Novosiromašni" (新窮民 shin-kyuumin). Danonoćno su obavljali teške poljoprivredne poslove te živjeli u slamnatim kolibama bez struje i tekuće vode.
Zbog ove povijesti poljoprivrednici ove regije imali su vrlo snažnu privrženost svojoj zemlji.

## Počeci sukoba

### Planovi za novu zračnu luku
Šezdesetih godina zahtjevi japanskog zrakoplovstva dramatično su se povećavali njegovim brzim gospodarskim rastom. Predviđalo se da će međunarodna zračna luka u Tokiju (Zračna luka Haneda) dostići svoj kapacitet do 1970. godine. Iz mnogih logističkih razloga proširenje Hanede nije bilo opcija. Umjesto toga, kabinet Ikeda započeo je planiranje druge međunarodne zračne luke, donoseći formalnu odluku vlade 16. studenog 1962. godine. 
18. studenog 1965., vladin kabinet napravio je neformalnu odluku za izgradnju zračne luke u Tomisatou, koju je načelnik Kabineta Tomisaburō Hashimoto neočekivano najavio na javnoj presici. Planirano područje zračne luke obuhvaćalo bi polovicu regije Tomisato, a njegova izgradnja značila bi nestanak mnogih poljoprivrednih naselja. Oporbeni pokreti već su se oformili na svakom od potencijalnih gradilišta, poput Protuaerodromskog saveza Tomisato-Yachimata osnovanog 1963. godine. Lokalni poljoprivrednici izrazili su bijes zbog jednostrane odluke vlasti pa su se udružili s oporbenim strankama (Japanskom komunističkom partijom i Socijaldemokratskom partijom Japana). Postojali su i otpori lokalnih javnih tijela koja nisu bila obaviještena o razvoju događaja, što je dovelo do privremene suspenzije odluke vlade.

### Premještanje gradilišta u Sanrizuku
Oporbeni pokreti nisu jenjavali, tako da je Satōov kabinet održao tajne pregovore s predsjednikom Liberalne demokratske stranke Shōjirōom Kawashimom, bivšim ministrom prijevoza Tokuji Wakasaom, i gradonačelnikom Prefekture Chiba Taketom Tomonōom. Odlučili su premijestiti izgradnju 4 kilometara sjeveroistočno od prvobitno zamišljenog gradilišta u Tomisatou, na farmu Goryō u Sanrizuki.

22. lipnja 1966. premijer Satō održao je sastanak s gradonačelnikom Tomonōem u vezi plana za Sanrizuku. Ovaj je put odluka donesena nakon koordinacije s dužnosnicima prefekture, ali bez savjetovanja s mještanima. Slijedom toga, stanovnici Sanrizuke i Shibayame ostali su zaprepašteni kada su o odluci saznali iz prijenosa pa je izbio organizirani otpor kao i u Tomisatu. Organizatori otpora u Tomisatou pohitali su u Sanrizuku kako bi ohrabrili frustrirane stanovnike da je otpor moguć.

## Organizacija otpora

### Stvaranje Protuaerodromskog saveza
U regiji je bilo gotovo jednoglasno protivljenje odluci vlade. U kolovozu 1966. godine osnovan je Zajednički protuaerodromski savez Sanrizuka-Shibayama.
Vlada je na kraju uspjela osigurati zemlju od mnogih stanovnika koji su ustupili iz socijalnih ili financijskih razloga. Da bi pribavila ostalo, vlada je primijenila i tvrde i meke mjere, ali protivljenje se nastavilo. Počevši od kolovoza 1966., Savez je vodio kampanju za kupnju pojedinačnih parcela unutar zadanog gradilišta.
10. listopada, članovi korporacije međunarodne zračne luke Narita zaštićeni s približno 1 500 policijskih redara stigli su instalirati geodetske pilone. Oporba je pokušala blokirati cestu sjedenjem, ali pod izgovorom kršenja prometnih zakona policija ih je nasilno uklonila.

## Jačanje otpora
18. kolovoza 1969. održano je ceremonijalno zatvaranje farme Goryō. Sindikat je nazočio u znak protesta, a odjel za mlade uništio je skupštinsku dvoranu, stavljajući njihovog čelnika na nacionalnu policijsku tjeralicu. Policija je postala oštrija prema opoziciji, uhitivši čelnika sindikata Issakua Tomura i trinaest drugih u studenom 1969. zbog okupacije ceste i zaustavljanja buldožera.
S tim sukobima se smatralo da je mirno stjecanje zemlje nemoguće, a korporacija zračne luke koristila je državnu moć kako bi prisilno stekla preostalo potrebno zemljište. 1970. godine provedeno je terensko istraživanje na još neotkupljenom zemljištu. Stanovnici i studenti bacali su fekalije, pesticide i kamenje na agente tvrtke, te su u sukobima s policijom koristili srpove i bambusova koplja. Izgradili su i utvrde, od kojih su neke bile pod zemljom. Dana 22. veljače 1971., vlada je donijela prvu odluku prisilnog otkupa zemljišta, a pristaše oporbe sukobili su se s građevinskim radnicima i policijom. Utvrde su srušene.
16. rujna 1971. donesena je druga takva odluka. Četiri dana kasnije, policija i građevinski radnici stigli su na gradilište kako bi uklonili stariju ženu, Yone Koizumi, i srušili njezinu kuću. Ovaj incident održan je kao primjer državne opresije i postao je simbol daljnjeg pokreta otpora.
U ožujku 1972. savez je izgradio toranj od 60,6 metara na brijegu ispred piste aedroma, koji je onemogućio njezino korištenje. Oporbena aktivnost također je zaustavila izgradnju cjevovoda za mlazno gorivo. Izgradnja aerodroma mogla se nastaviti, ali otvaranje se i dalje odgađalo. Oporbeni savez također je primio udarac masovnim uhićenjima u borbi protiv prisilnog otkupa zemljišta. Broj domaćinstava od 320 je prvo pao na 45, a zatim na 23 do 1976. godine.

## Otvaranje zračne luke
U siječnju 1977., kabinet Fukuda proglasio je da će se zračna luka otvoriti unutar godinu dana. 17. travnja oporba je mobilizirala 17 500 ljudi i održala prosvjed protiv zračne luke u parku Sanrizuka.
U svibnju 1977. korporacija je podnijela prefekturnom sudu zahtjev za rušenja kule, koji je prihvaćen. Dana 6 Svibnja 2 100 policajaca steklo je kontrolu nad tornjem i okolicom. Prosvjednici su uklonjeni, a građevina srušena. Nastavili su se sukobi između oporbe i policije, koji su postigli svoj vrhunac 8. svibnja. Jedan prosvjednik zadobio je izravni udarac u glavu bombom suzavca, izgubio svijest i umro dva dana kasnije. Dana 9 svibnja, u napadu koji se smatra osvetom za ovaj incident, preminuo je jedan policajac.
20. svibnja nova zračna luka dovršena je unatoč stalnom protivljenju. Tada je na nedovršenom zemljištu druge faze ostalo 17 poljoprivrednih domaćinstava, od kojih je 15 bilo pod pokroviteljstvom saveza. Druga faza aerodroma dovršena je krajem 2010-ih.